# ۹۵۲ (میلادی)
۹۵۲ (میلادی) نهصد و پنجاه و دومین سال تقویم میلادی است.

## درگذشتگان
- امپراتور سوزاکو

‎